# Église Saint-Étienne de Vignory
Pour les articles homonymes, voir Église Saint-Étienne.
L'église Saint-Étienne de Vignory est une église médiévale située dans le département français de la Haute-Marne. Elle a été construite en limite de la ville médiévale, près de la source miraculeuse Saint-Crépin.
L'église apparaît dès le début du IXe siècle dans les archives de l'abbaye de Luxeuil. Charlemagne lui aurait donné les biens du fisc royal ainsi que les églises qui en dépendaient. Il ne reste aucun vestige de l'église carolingienne.

## Historique
Guy Ier de Vignory, premier sire de Vignory connu, crée près de son château un collège de chanoines en 1032. L'évêque de Langres, Hardouin ou Hugues Ier de Breteuil, a participé à la fondation et donné aux chanoines le droit de nommer le curé de la paroisse. C'est ce qui est écrit sur la charte dans laquelle son fils, Roger de Vignory, décide de substituer à la communauté de chanoines des moines bénédictins, et donne la cella et l'église « nouvellement construite » à l'abbaye Saint-Bénigne de Dijon.

Guy a décidé alors de construire une nouvelle église à leur intention. Cette nouvelle église correspond aux deux travées du chœur et aux quatre travées adjacentes de la nef. 
La construction de l'église a dû s'arrêter vers 1049, quand les chanoines ont été remplacés par les moines.
Le nouvel évêque de Langres, Hardouin de Tonnerre, consacre l'église nouvellement construite et la remet aux moines entre 1051 et 1057. Cette nouvelle implantation devait probablement permettre aux moines d'installer un prieuré près de l'évêché de Châlons et l'archidiocèse de Reims où la réforme engagée par Cluny pénétrait difficilement.
Une deuxième campagne de construction comprend la réalisation de l'abside.
Vers le XIIe siècle, le bâtiment devient un prieuré-cure, et l'église est partagée entre une artie paroissiale, comprenant toute la nef, et une partie monastique, comprenant le chœur, le chevet et cimetière autour de l'église. Le clocher a dû être ajouté au milieu du XIIe siècle par les paroissiens.
Une charte de 1336 décrit le partage des biens dans l'église.
La partie occupée par les moines change peu. Seul ajout, une chapelle au Sud du déambulatoire. Des transformations sont faites aux ouvertures pour améliorer l'éclairement.
Dans la partie occupée par les paroissiens, on a ajouté à l'église cinq chapelles le long du bas-côté Sud entre la fin du XIVe siècle et le XVIe siècle. La nef est allongée de deux travées avec une nouvelle façade.
L'église a été bien entretenue par les prieurs. En 1840, Girault de Prangey la recommande aux archéologues. En 1843, Prosper Mérimée passe par Vignory : « entré pour passer le temps dans une hideuse église à l'extérieur qui s'annonçait pour être de la fin du XVe siècle. Jugez de ma surprise de la trouver carolingienne à l'intérieur et très ornée... ». Entre 1843 et 1852, il a imposé qu'elle soit entièrement restaurée. Ces travaux ont été faits par l'architecte Émile Boeswillwald.

## Architecture
L'église reprend la tradition des basiliques du haut Moyen Âge mais elle expérimente l'élévation à trois niveaux avec un étage de claires-voies. La sculpture commence à apparaître sur les chapiteaux.
La disposition du déambulatoire avec trois chapelles rayonnantes est le plus ancien témoignage avec celle de Saint-Savin-sur-Gartempe.

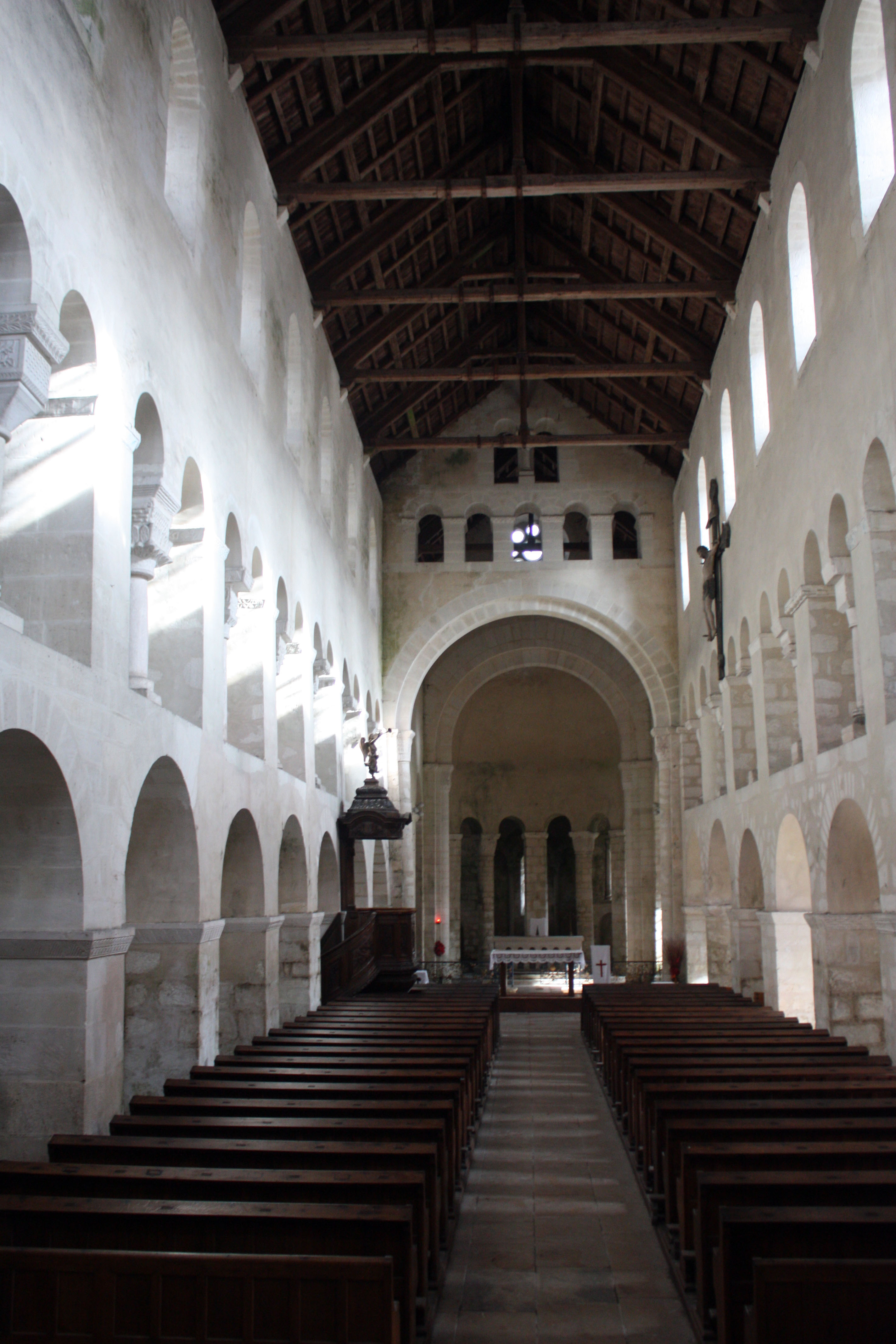
Nef de l'église
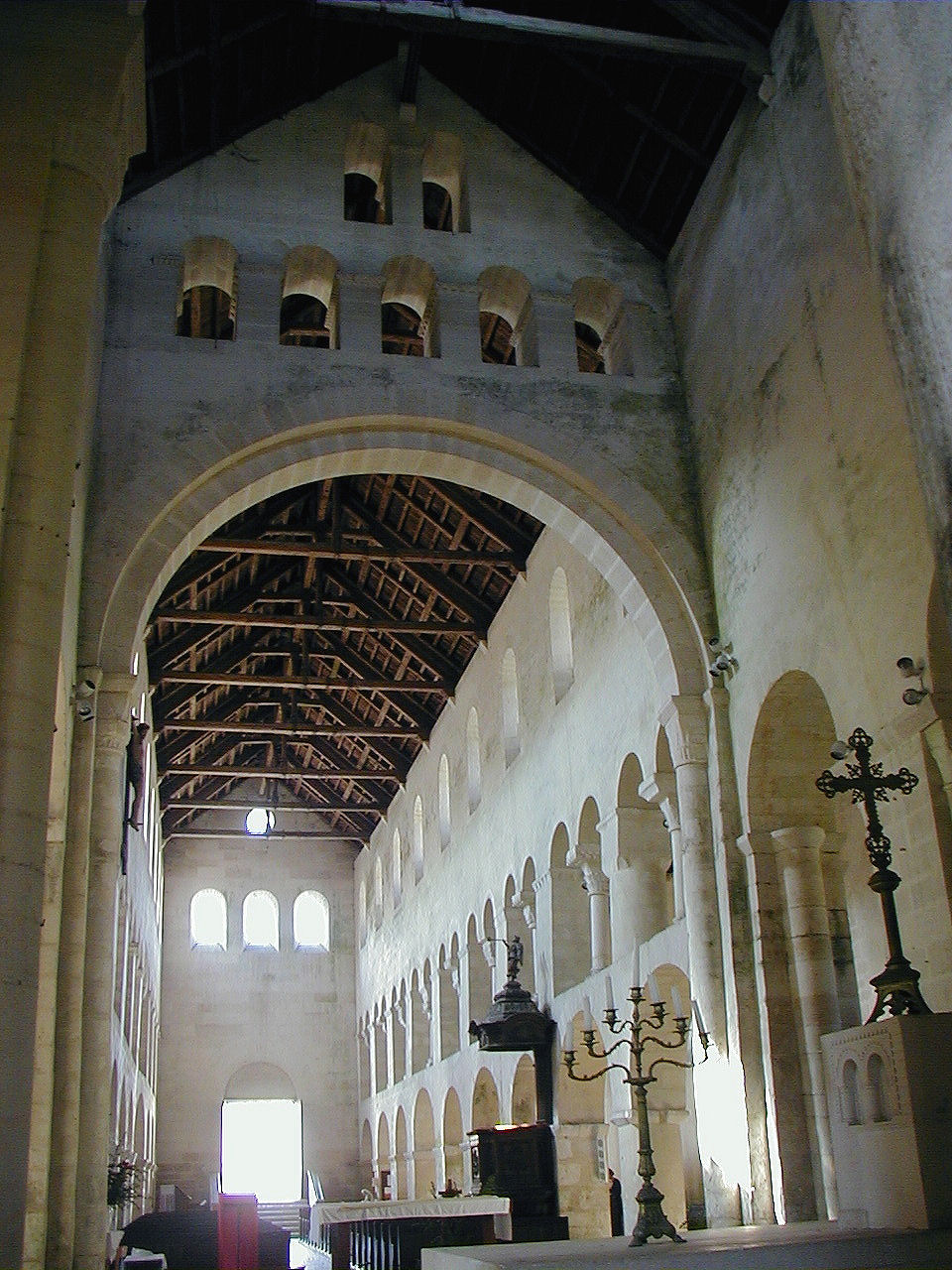
Nef vue du chœur.
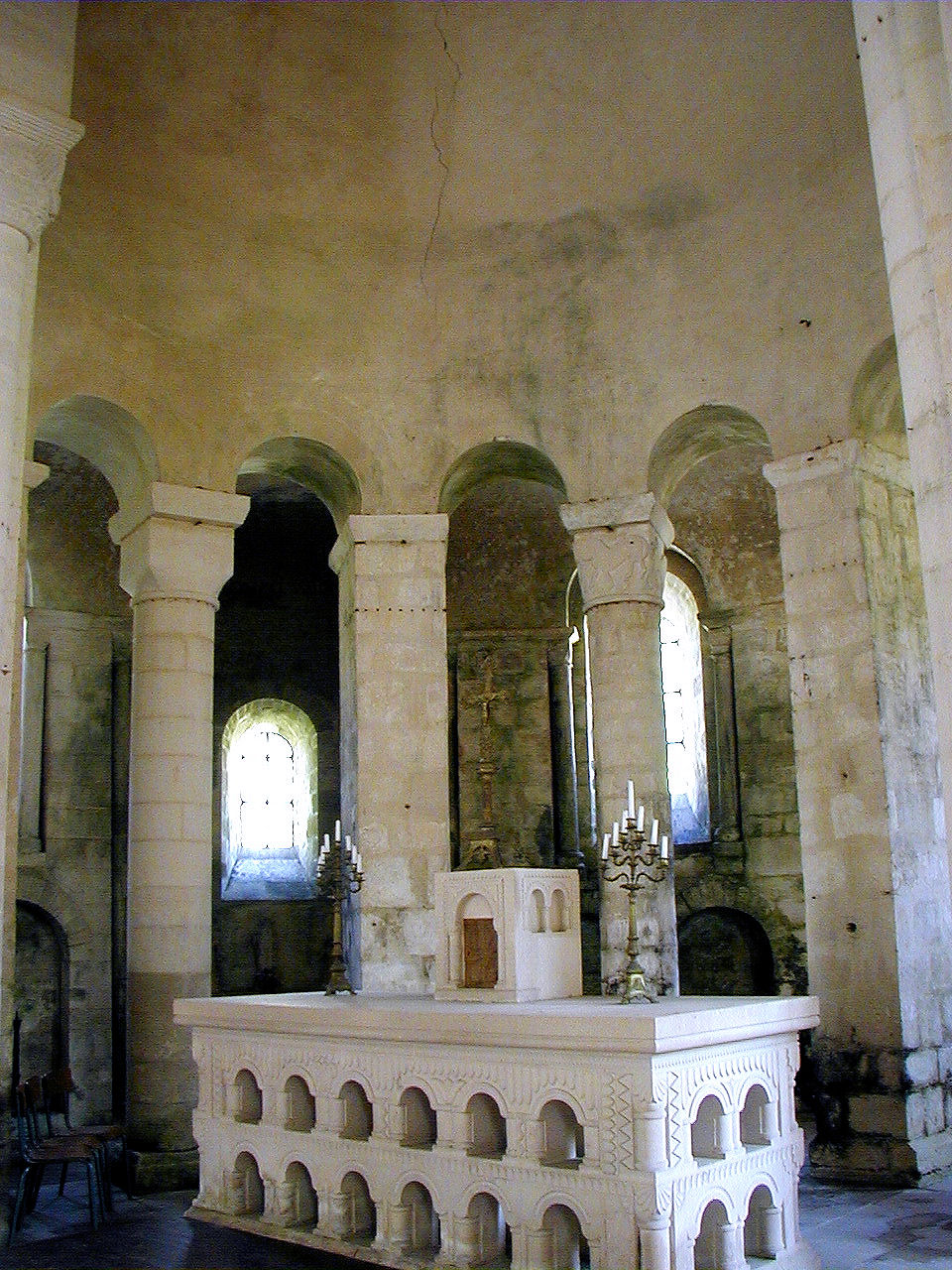
Maître-autel, abside et déambulatoire.
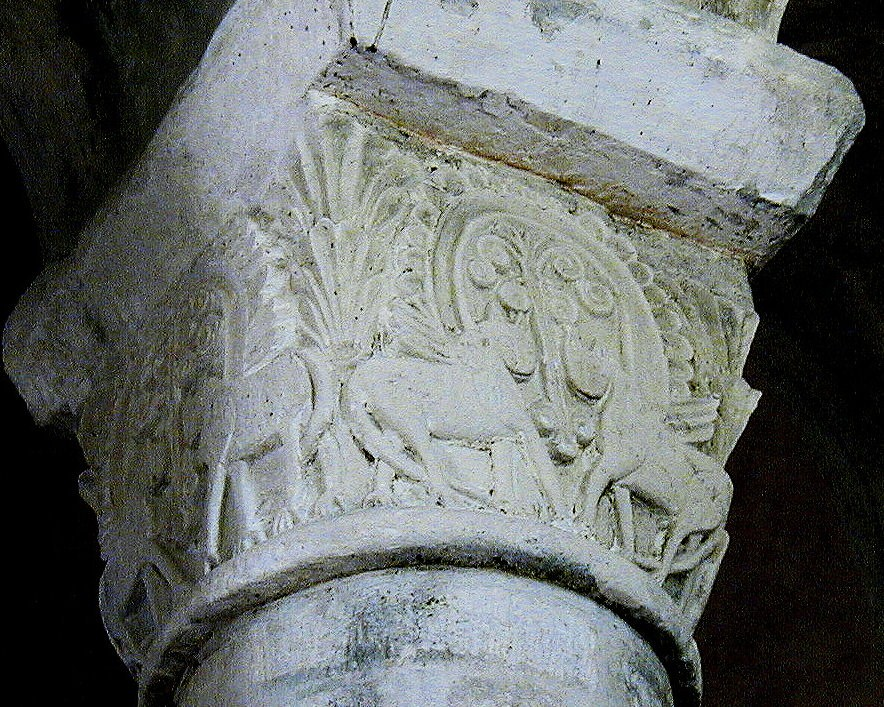
Chapiteau du déambulatoire.
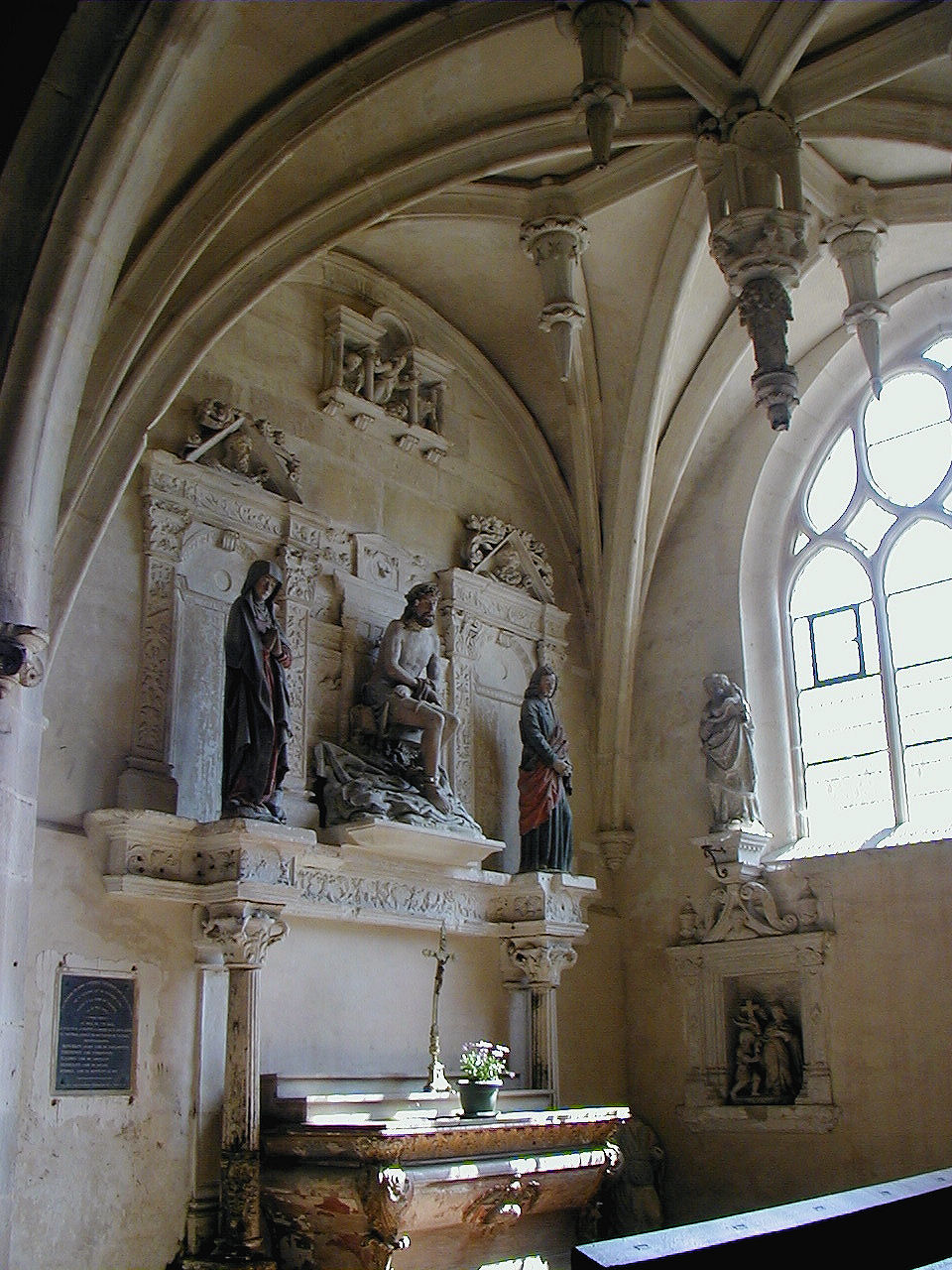
Chapelle datée de 1541 donnant sur le bas-côté Sud.
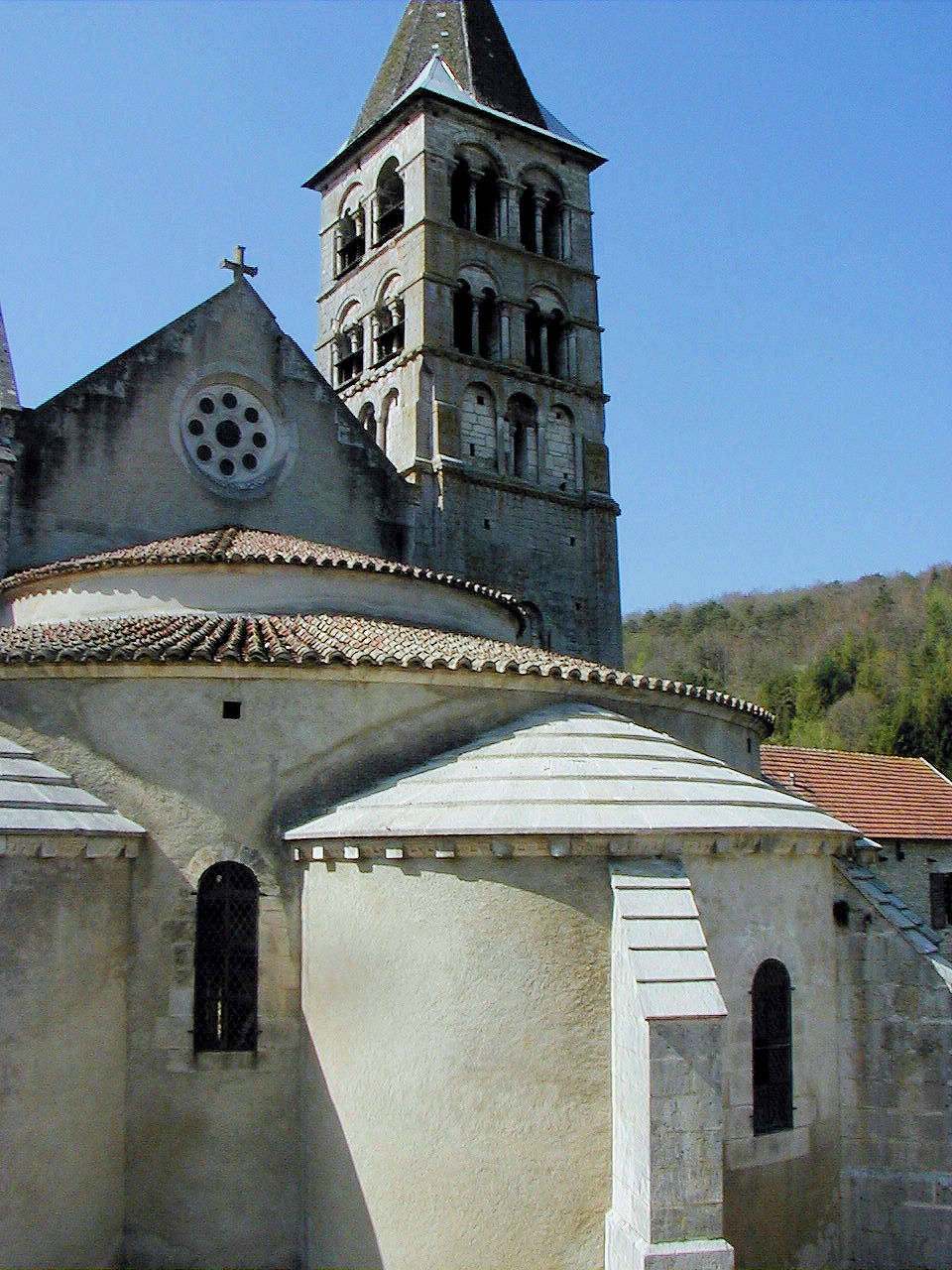
Chevet avec chapelles rayonnantes.